# Palmová fontána
Palmová fontána (francouzsky fontaine du Palmier), též nazývaná fontána Châtelet (fontaine du Châtelet) nebo Vítězná fontána (fontaine de la Victoire) je novoklasicistní fontána v Paříži.

## Umístění
Kašna se nachází v 1. obvodu na náměstí Place du Châtelet mezi Théâtre du Châtelet a Théâtre de la Ville.

## Historie
Postavení fontány nařídil v roce 1806 Napoleon Bonaparte, aby připomínala jeho vítězství a zásobovala obyvatelstvo zdarma pitnou vodou. Projekt vedl inženýr François-Jean Bralle. Stavba byla dokončena v roce 1808.
Od 5. února 1925 je fontána chráněná jako historická památka.

## Popis
Fontána byla inspirována Napoleonovým tažením do Egypta. Má tvar sloupu zdobeného v horní části palmovými listy, podle kterých získala své jméno. Na sloupu jsou vytesány názvy vítězných bitev Napoleona v Itálii a Egyptě. Vrcholek sloupu zdobí pozlacená bronzová socha Vítězství třímající v rukách vítězné vavříny. Jejím autorem je sochař Louis-Simon Boizot. Tato socha je kopie, originál se nachází na nádvoří Musée Carnavalet. Základnu sloupu obklopují čtyři alegorické sochy představující Bdělost, Spravedlnost, Schopnost a Moudrost od stejného autora. Spodní nádrž okolo sloupu navrhl architekt Gabriel-Jean-Antoine Davioud a byla k fontáně přidána až v roce 1858. Je obklopena sochami Sfing chrlícími vodu, které vytvořil Henri-Alfred Jacquemart.